# Dia Mundial da Asma

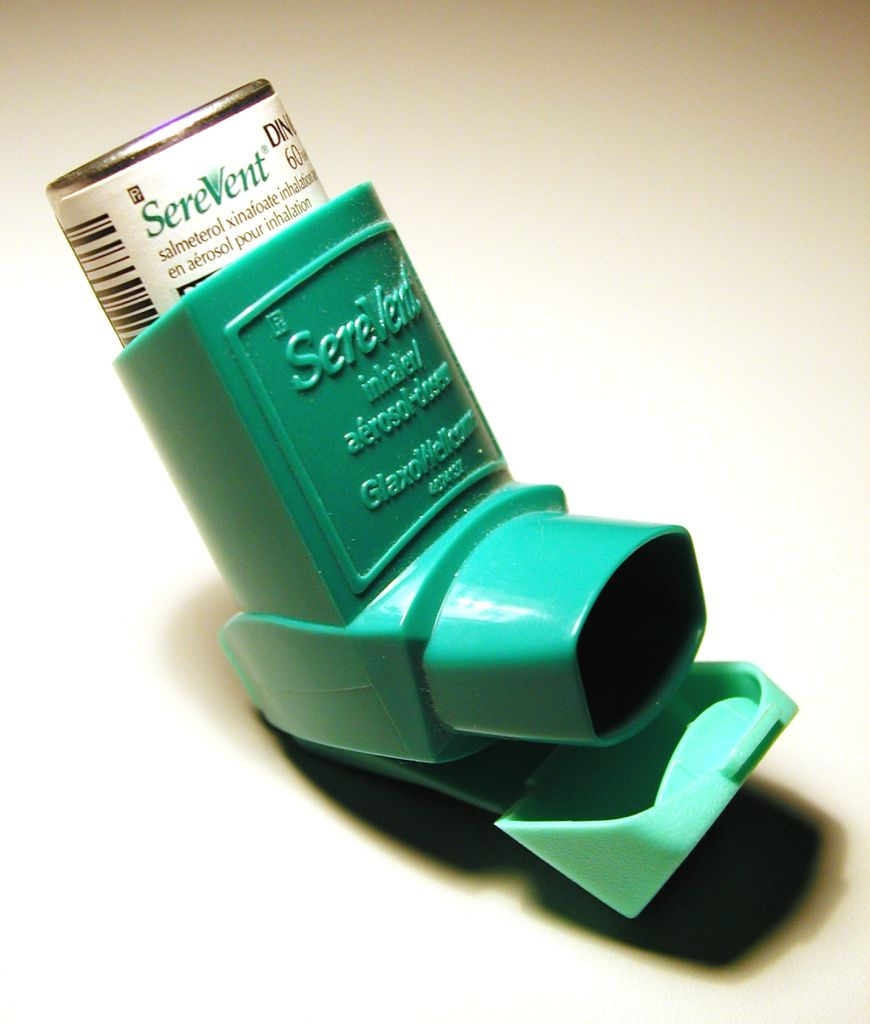
Bomba para a asma

Dia Mundial da Asma é um evento anual, organizado pela Global Initiative for Asthma (GINA) e comemora-se desde 1998, em mais de 35 países. Cada ano, a GINA escolhe um tema e organiza a preparação e distribuição de materiais e recursos para a comemoração deste dia.
Este dia tem como objetivo "chamar a atenção para o tratamento da asma" e para o facto de "cada vez mais" ser possível controlar a doença e viver com ela, tendo uma qualidade de vida "bastante melhor". Serve também  para transmitir os progressos na terapêutica e nos programas de educação para pessoas asmáticas e para se lançar alertas sobre a pertinência do diagnóstico precoce, do tratamento adequado e da necessidade dos doentes aprenderem a lidar com esta doença.